# Deba (Baskenland)
Deba (baskisch und offiziell; spanisch Deva) ist eine Stadt in der Provinz Gipuzkoa im spanischen Baskenland. Sie hat 5.399 Einwohner (Stand: 2024).

## Geografie
Die Gemeinde grenzt an die Gemeinden Azkoitia, Azpeitia, Mendaro, Mutriku, Zestoa und Zumaia. Der Ort liegt am Golf von Biskaya.

## Geschichte
Die Ursprünge der Stadt gehen auf das Jahr 1343 zurück. Die Geschichte besagt, dass Sancho IV. von Kastilien den Bürgern von „Monte-Real“ in Itziar im Jahr 1294 das Stadtrecht verlieh. Später zogen sie näher an die Küste und gründeten eine neue Siedlung, die sie Monreal de Deba nannten. Im 15. Jahrhundert erlebte Deba dank der Schifffahrt eine Blütezeit, insbesondere durch den Export von Wolle aus Kastilien und Aragón in verschiedene europäische Länder.
Im 19. Jahrhundert nahm die Bedeutung des Hafens langsam ab und der Tourismus begann sich zu entwickeln und wurde zu einem wichtigen Wirtschaftsfaktor. Lokale Sehenswürdigkeiten bilden der Strand, die Steilküsten und Kalksteinmassive aus der Kreidezeit.

## Bevölkerungsentwicklung
| 1842 | 1900 | 1950 | 1981 | 1991 | 2001 | 2011 |
| ---- | ---- | ---- | ---- | ---- | ---- | ---- |
| 2708 | 2996 | 4083 | 5018 | 5012 | 5185 | 5402 |